# Bộc Dương (huyện)
Bộc Dương (chữ Hán giản thể: 濮阳县, âm Hán Việt: Bộc Dương huyện) là một huyện của địa cấp thị Bộc Dương, tỉnh Hà Nam Cộng hòa Nhân dân Trung Hoa. Huyện Bộc Dương có diện tích 1455 km², dân số năm 2002 là 1,08 triệu người. Huyện này có mã số bưu chính 457100, huyện lỵ đóng tại trấn Thành Quan. Về mặt hành chính, huyện Bộc Dương được chia thành 6 trấn, 15 hương.
- Trấn: Thành Quan, Từ Trấn, Văn Lưu, Khánh Tổ, Liễu Đồn và Bát Công Kiều.
- Hương: Hộ Bộ Trại, Tân Tập, Tập Thành, Vương Xưng 堌, Lỗ Hà, Lương Trang, Lê Viên, Ngũ Tinh, Bạch 堽, Hồ Trạng, Thanh Hà Đầu, Tử Ngạn, Cừ Thôn và Lang Trung.